# Langer Heinrich
Langer Heinrich (niem. Długi Henryk) - masyw górski na pustyni Namib. Znajduje się w odległości ok. 85 km na wschód od Swakopmund.
Otworzono tu drugą odkrywkową kopalnię uranu w Namibii. Zasoby ocenia się na 22,24
milionów ton o średniej zawartości 0,071 % U3O8 (w postaci karnotytu). Jej właścicielem jest australijska firma Paladin Resources Ltd.